# Дејан Радоњић
Дејан Радоњић (Подгорица, 2. фебруар 1970) бивши је југословенски и црногорски кошаркаш, а садашњи кошаркашки тренер. Тренутно је главни тренер Бахчешехира.
Радоњић је играо на позицији плејмејкера, али је првенствено био добар стрелац, при чему га је одликовао одличан шут за три поена. Током каријере је два наврата наступао за Ловћен и Будућност, а поред тога бранио је и боје Профиколора, ФМП Железника и Војводине. У периоду од 1998. до 2002. био је члан „златне генерације“ Будућности која је тада освојила три првенства СР Југославије, као и један куп, док је на међународној сцени два пута играла у Евролиги.
Као тренер најуспешнији је у историји Црвене звезде. Такође, рекордер је по укупном броју победа у Јадранској лиги, предводећи екипе Будућности и Црвене звезде.

## Играчка каријера
Поникао је у редовима подгоричке Будућности, за чији је први тим дебитовао са само 17 година. Уследила је селидба у Ловћен, где је провео сезону 1990/91, након чега се поново вратио у свој матични клуб. Две сезоне је био плејмејкер Будућности, а затим је појачао Профиколор у сезони 1993/94. Дрес Ловћена поново је носио од 1995. до 1997. године. У сезони 1996/97. био је један од најбољих играча тадашње Винстон ЈУБА лиге. Са индексом корисности 17,2 био је седми играч лигашког дела шампионата. Бележио је 19,1 поен и четири асистенције по утакмици по чему је био шести стрелац и трећи асистент врло квалитетног првенства СР Југославије.
Наредну сезону 1997/98. провео је у ФМП Железнику, против кога је Црвена звезда тада освојила своју 15. шампионску титулу са 3-1 у победама у финалној серији доигравања. Уследио је повратак у Подгорицу, где је од 1998. до 2002. године поново наступао за Будућност у време најбоље генерације у историји клуба. Освојили су три титуле шампиона Југославије 1999, 2000. и 2001. године и један Куп 2001. године уз пласман међу 16 најбољих у Евролиги и полуфинале Купа Сапорте. Радоњић је у сезони 1999/00. био шести на листи најбољих шутера за два поена у домаћем шампионату са 70,6% и седми тројкаш лиге са процентом од 49,3%. Играчку каријеру је завршио у дресу Војводине, за коју је наступао од 2002. до 2004. године.

## Тренерска каријера

### Будућност
Након завршетка играчке каријере Радоњић се враћа у Подгорицу, у своју Будућност где је у почетку био помоћни тренер да би 13. јуна 2005. године био званично промовисан у првог тренера. У сезони 2005/06. Будућност је због слабијег резултата претходне сезоне играла само домаћу Прву лигу а тренерски деби Радоњић је имао 16. октобра 2005. у првом колу када је Будућност дочекала екипу краљевачке Слоге и победила 67:57. Добрим играма у Првој лиги, а потом и Суперлиги, Будућност је брзо изборила повратак у Јадранску лигу. Већ у сезони 2006/07. Радоњић је изборио одлично 5. место на Јадрану, са скором 16-10. Те сезоне Будућност осваја прву титулу првака Црне Горе, као и национални Куп, чиме започиње своју доминацију (6 узастопних титула и купова).
У сезони 2007/08. Будућност је опет заузела 5. место у Јадранској лиги, са скором 15-11. Такође, учествовали су у никад масовнијем УЛЕБ купу, заједно са још 53 екипе! Прву фазу су прошли са скором 7-3, али је елиминационој фази (Топ 32) Хемофарм био успешнији у двомечу. У сезони 2008/09. Јадранске лиге, Будућност је опет имала скор 15-11, али је то овај пут било довољно за 6. место. У Еврокупу су испали у првој фази, са скором 1-5. Невероватну константност у резултатима Будућност је потврдила и у сезони 2009/10: опет су имали скор 15-11 у Јадранској лиги и опет су заузели 5. место. У сезони 2010/11. клуб је опет имао скор 15-11, само што је овај пут то било довољно за 4. место и пласман на фајнал фор у Љубљани. Тамо су поражени од Партизана у полуфиналу. У Еврокупу су испали у првој фази, са скором 3-3.
Сезона 2011/12. је била врло успешна за Будућност: у АБА лиги су поново заузели 4. место, овај пут са скором 18-8. На фајнал фору у Тел Авиву нису имали велике шансе, тако да су испали у полуфиналу од Макабија. У Еврокупу су прошли прву фазу са скором 3-3, па потом и Топ 16 фазу са истим скором, да би у четвртфиналном двомечу боља била Валенсија. У сезони 2012/13. (до одласка у Звезду), Будућност је заузела 5. место у АБА лиги са скором 16-10. У Еврокупу су прошли прву фазу са скором 4-2, потом и Топ 16 фазу са скором 3-3, да би поново били елиминисани у четвртфиналу, овај пут од Локомотиве Кубан (екипе која је освојила ово такмичење).
У Црној Гори под диригентском палицом Радоњића периоду од 2006. до 2012. Будућност је освојила 6 дуплих круна (првенство и куп), два пута је стигла до четвртфинала Еврокупа а исто толико пута и до фајнал-фора Јадранске лиге у којој су бележени константно добри резултати уз скор од 110 победа на 182 одиграна меча и пласмане између четврте и шесте позиције.

### Црвена звезда
У априлу 2013. Радоњић је постављен за тренера Црвене звезде. У тој сезони је изборио прво финале АБА лиге у историји клуба, које је Звезди донело и учешће у Евролиги после паузе од 13 година.
У сезони 2013/14. са црвено-белима осваја Куп Радивоја Кораћа уз добре игре и четири победе у Евролиги, а касније и пласман у полуфинале Еврокупа. Освојено је и прво место у лигашком делу АБА лиге због чега је Радоњић добио признање за најбољег тренера сезоне. Међутим у полуфиналу АБА лиге црвено-бели су поражени од Цибоне и тако остали без пласмана у Евролигу. Ипак каснијим одустајањем Цибоне због финансијских проблема екипа је добила нову прилику за учешће у најквалитетнијем клупском такмичењу на Старом континенту и поред сензационалног пораза од загребачког клуба у полуфиналном мечу у београдској Арени. На крају сезоне је доживљен неуспех и у Првенству Србије пошто је екипа изгубила у финалној серији плејофа од Партизана. 
У сезони 2014/15. Радоњић је водио Звезду до највећег успеха у историји клуба. Освојена су три трофеја – титуле првака Србије и АБА лиге, као и Куп Радивоја Кораћа уз пласман у ТОП 16 фазу Евролиге. По први пут је освојено регионално такмичење, а домаћа титула након дуге паузе, а у Евролиги је забележено чак 10 победа, у првој фази освојено високо друго место у групи са позитивним скором 6-4, што ниједан српски клуб пре тога није остварио у овом формату такмичења. Серија тријумфа трајала је у АБА лиги до постављања рекорда од 20 победа. Звезда је поставила и рекорд лигашког дела са скором 24-2, а Радоњић је добио признање за најбољег тренера регионалног такмичења. На крају је укупно забележена 61 победа и постављен још један клупски рекорд. Уз све то клуб је имао највећу посету у елитном такмичењу и афирмисао бројне играче, који су попут Николе Калинића донели рекордну зараду од трансфера, док је Бобан Марјановић као најбољи центар Евролиге директно отишао у НБА лигу.
У сезони 2015/16. Звезда је посртала са бројним новајлијама у тиму уз многобројне повреде важних играча. Скорцанитис, Мекел и Томпсон морали су да оду, јер се нису показали у правом светлу уз споразумни раскид са тек пристиглим повратником Вилијамсом, док су током сезоне довођени Милер, Штимац, Мицић и Кинси, па је требало времена да се тим ухода и дође до препознатљиве игре. У Евролиги је поново изборен пласман у ТОП 16 фазу. Црвена звезда је у тој сезони стигла до ТОП 8 Евролиге, где је после три утакмице елиминисана од будућег шампиона Европе – ЦСКА из Москве. У домаћем првенству и АБА лиги црвено-бели су одбранили титуле.
У сезони 2016/17. су освојена сва три домаћа трофеја, шампионат Србије, АБА лига и Куп Радивоја Кораћа. У Евролиги клуб је забележио седам узастопних победа у новом формату Евролиге. Редом су пред црвено-белима падали последња три шампиона Европе – Макаби, Реал Мадрид, ЦСКА, а затим и Жалгирис, Фенербахче, Басконија, Панатинаикос... Олимпијакос је остао једини тим којег Радоњић није успео да савлада. Ипак ново учешће у Топ8 Евролиге није изборено, Звезда је са скором 16-14 завршила на 9. месту, иза Дарушафаке која је имала исти скор.
У јулу 2017, Радоњић је објавио да напушта место тренера Црвене звезде.

### Бајерн Минхен
Радоњић је 2. априла 2018. године постављен за тренера Бајерн Минхена, а на клупи је заменио Александра Ђорђевића који је претходно смењен. Бајерн је са Радоњићем на клупи успео да на крају сезоне 2017/18. освоји титулу првака Немачке и тако обезбеди повратак у Евролигу. Након тога је клуб одлучио да искористи опцију из уговора и продужи сарадњу са Радоњићем на још годину дана. У сезони 2018/19. Радоњић са Бајерном у Евролиги завршава на 11. месту, уз скор од 14 победа и 16 пораза. У Купу Немачке је елиминисан већ у четвртфиналу од Албе, али је зато на крају сезоне одбранио титулу првака Немачке. Претходно је 14. маја 2019. продужио уговор са Бајерном на још годину дана. Ипак није остао до краја уговора јер је смењен 7. јануара 2020. године. У моменту отказа, Радоњић је у немачком првенству забележио 14 победа из 14 мечева, али у Евролиги је клуб имао скор од 6 победа и 11 пораза уз три узастопна пораза од Барселоне, Жалгириса и Црвене звезде од које је поражен са чак 30 поена разлике.

### Повратак у Звезду
Дана 25. децембра 2020. године по други пут у каријери је постављен за тренера Црвене звезде.

### Панатинаикос
Дана 30. јуна 2022. потписао је двогодишњи уговор са Панатинаикосом. После лошег учинка, резултата и неуспеха у плеј-офу Евролиге трећу годину заредом, 21. фебруара је отпуштен из Панатинаикоса.

### Бахчешехир
Дана 27. децембра 2023. потписао је уговор са Бахчешехиром.

### Репрезентација
На клупи репрезентације Црне Горе три године био је помоћник Душка Вујошевића, да би 2011. од њега преузео место селектора. Ту се није задржао дуго и поднео је оставку након неуспеха на Европском првенству те године на ком је црногорски национални тим такмичење завршио у првој групној фази са само једном победом. Предводио је и младу репрезентативну селекцију Црне Горе.

## Успеси

### Као играч

#### Клупски
- Будућност: 
  - Првенство СР Југославије (3): 1998/99, 1999/00, 2000/01.
  - Куп СР Југославије (1):  2000/01.

### Као тренер

#### Клупски
- Будућност:
  - Првенство Црне Горе (6): 2006/07, 2007/08, 2008/09, 2009/10, 2010/11, 2011/12.
  - Куп Црне Горе (6): 2007, 2008, 2009, 2010, 2011, 2012.
- Црвена звезда:
  - Првенство Србије (5): 2014/15, 2015/16, 2016/17, 2020/21, 2021/22.
  - Јадранска лига (5): 2014/15, 2015/16, 2016/17, 2020/21, 2021/22.
  - Куп Радивоја Кораћа (5): 2014, 2015, 2017, 2021, 2022.
- Бајерн Минхен:
  - Првенство Немачке (2): 2017/18, 2018/19.

#### Појединачни
- Тренер сезоне Јадранске лиге (2): 2013/14, 2014/15.